# 大冯营镇 (社旗县)
大冯营镇，是中华人民共和国河南省南阳市社旗县下辖的一个乡镇级行政单位。

## 行政区划
大冯营镇下辖以下地区：
大冯营村、梁杜庄村、汉营庄村、焦庄村、张腰庄村、党庄村、李庄村、草湖村、张营村、姚庄村、丁庄村、杨庄村、张庄村、吕营村、周庄村和向阳村。